# The Final Jolly Roger
The Final Jolly Roger je koncertni album njemačkog heavy/power metal sastava Running Wild. Diskografska kuća Golden Core Records objavila ga je 24. lipnja 2009. Album sadrži nastup sastava na festivalu Wacken Open Air 30. srpnja 2009. koji je izvorno bio "posljednji" nastup Running Wilda, iako se sastav vratio 2011. Album također objavljen je na DVD.

## Popis pjesama
| CD1   | CD1                                          | CD1      | CD1 | CD1 | CD1 | CD1 | CD1 | CD1 | CD1 |
| Br.   | Skladba                                      | Trajanje |     |     |     |     |     |     |     |
| ----- | -------------------------------------------- | -------- | --- | --- | --- | --- | --- | --- | --- |
| 1.    | »Intro« (instrumentalna skladba)             | 1:45     |     |     |     |     |     |     |     |
| 2.    | »Port Royal«                                 | 4:43     |     |     |     |     |     |     |     |
| 3.    | »Bad to the Bone«                            | 5:47     |     |     |     |     |     |     |     |
| 4.    | »Riding the Storm«                           | 5:17     |     |     |     |     |     |     |     |
| 5.    | »Soulless«                                   | 6:23     |     |     |     |     |     |     |     |
| 6.    | »Prisoner of Our Time«                       | 5:26     |     |     |     |     |     |     |     |
| 7.    | »Black Hand Inn«                             | 5:27     |     |     |     |     |     |     |     |
| 8.    | »Purgatory«                                  | 5:42     |     |     |     |     |     |     |     |
| 9.    | »The Battle of Waterloo«                     | 8:27     |     |     |     |     |     |     |     |
| 10.   | »Der Kaltverformer« (instrumentalna skladba) | 3:28     |     |     |     |     |     |     |     |
| 11.   | »Raging Fire«                                | 4:08     |     |     |     |     |     |     |     |
| 56:33 |                                              |          |     |     |     |     |     |     |     |

| CD2   | CD2                  | CD2      | CD2 | CD2 | CD2 | CD2 | CD2 | CD2 | CD2 |
| Br.   | Skladba              | Trajanje |     |     |     |     |     |     |     |
| ----- | -------------------- | -------- | --- | --- | --- | --- | --- | --- | --- |
| 1.    | »Whirlwind«          | 5:46     |     |     |     |     |     |     |     |
| 2.    | »Tortuga Bay«        | 4:09     |     |     |     |     |     |     |     |
| 3.    | »Branded and Exiled« | 8:04     |     |     |     |     |     |     |     |
| 4.    | »Raise Your Fist«    | 7:07     |     |     |     |     |     |     |     |
| 5.    | »Conquistadores«     | 6:05     |     |     |     |     |     |     |     |
| 6.    | »Under Jolly Roger«  | 5:51     |     |     |     |     |     |     |     |
| 37:02 |                      |          |     |     |     |     |     |     |     |

Bonus na izdanju DVD
- Report iz turneja 1994. – 1996.
- Report iz studija za albumu Masquerade.
- Keep Smiling
- Intervju Dio I. / Dio II. / Dio III. / Wacken 2009.

## Zasluge
- Rock 'n' Rolf – vokal, gitara, produkcija, miks
- Matthias Liebetruth – bubnjevi
- Peter Jordan – gitara

Dodatni glazbenici
- Jan-Sören Eckert – bas-gitara

Ostalo osoblje
- Nicky Nowy – mastering
- Dirk Illing – naslovnica albuma
- Herwig Meyszner – produkcija
- Marcel Schleiff – produkcija
- Thomas Jensen – izvršna produkcija